# Chronanthos biflorus
Chronanthos biflorus là một loài thực vật có hoa trong họ Đậu. Loài này được (Desf.) Frodin & Heyw. mô tả khoa học đầu tiên năm 1968.